# Gare routière de Toulon
La gare routière de Toulon est une gare routière française situé dans le centre-ville de Toulon. Inaugurée en 2005, la gare routière se trouvant à proximité de la gare de Toulon est l'axe central des transports en commun du département du Var.
Elle dispose de 24 quais et voit transiter 5 000 voyageurs par jour.

## Histoire
La capitale du 1er département touristique de France ne dispose pas de gare routière jusqu'en 2001, faisant partie de l'une des rares grandes villes françaises à ne pas en avoir. Celle-ci est réalisée en partenariat avec le conseil départemental du Var et le conseil régional de Provence-Alpes-Côte d'Azur. 
La gare routière est inaugurée en mai 2005 s'inscrivant dans la requalification de la gare de Toulon et de ses accès ainsi que dans le cadre du pôle d'échange multimodal avant l'arrivée du transport en commun en site propre.

## Service des voyageurs
La gare routière compte 350 m2 de surface, disposant d'une salle d'attente équipée d'écrans récapitulatifs des départs, de distributeurs de boissons et de restauration rapide.

## Intermodalité

### Trafic départemental
La gare assure des départs quotidiens, notamment par le réseau départemental ZOU ! vers Hyères, Saint-Raphaël, Saint-Tropez, Draguignan, Brignoles, Saint-Maximin et Le Beausset ou Bandol.

### Trafic régional, national et international
Une liaison régionale est assurée quotidiennement par le réseau ZOU ! vers la gare routière d'Aix-en-Provence (ligne LER no 59) avec une moyenne de 11 Allers-retours par jour en 1h15.

Les liaisons nationales et internationales (Espagne, Portugal, Italie, Belgique, Serbie, Croatie) sont assurées par les compagnies FLIXBUS et BLABLABUS